# Grigorij Jefimovič Rasputin
Grigorij Jefimovič Rasputin (9. lednajul./ 21. ledna 1869greg., Pokrovskoje, Ruské impérium – 17. prosincejul./ 30. prosince 1916greg., Sankt Petěrburg, Ruské impérium) byl ruský mystik a léčitel. Pocházel z rolnické rodiny na Sibiři. Už od mládí holdoval alkoholu a sexuální nevázanosti. V 18 letech se vydal do kláštera, začal se zabývat léčitelstvím a osvojil si umění hypnózy a sugesce. Stal se potulným mnichem a jeho léčitelské schopnosti se staly věhlasnými. Měl velký vliv na poslední ruské vládce z dynastie Holstein‑Gottorp‑Romanov. V roce 1905 se dostal na petrohradský dvůr a byl představen carovi Mikuláši II. a carevně Alexandře Fjodorovně. Rasputinovi se několikrát podařilo zastavit bolesti a krvácení jejich nemocného syna a jediného následníka trůnu Alexeje Nikolajeviče, tím si carevnu podmanil a ta mu poté bezmezně věřila. Ruská veřejnost a část carského dvora jej ale vnímali s nedůvěrou.

## Mládí a rodina
Rasputin se narodil 9. ledna 1869 v malé sibiřské vesničce Pokrovskoje ve správním okrese Ťumeň u Tobolska na Urale.
Jeho otec Jefim Jakovlevič i matka Anna Vasiljevna byli svobodní sedláci. Jeho dva sourozenci zemřeli mladí, starší bratr Lavrentij na zápal plic, sestra Marie se utopila. Rovněž jeho matka zemřela velmi brzy, takže byl Rasputin již od dětství odkázán sám na sebe. Hospodařil s otcem, do školy chodit nemohl a číst a psát se naučil až v dospělosti.
Když dospíval, běhal za děvčaty a často se opíjel. Místní lidé ho považovali za darebáka, ale často mu to odpouštěli především kvůli jeho neúplné rodině, kdy ho vychovával jen jeho opilecký otec. Podle písemných hlášení z policejního archivu v Tobolsku se dopustil krádeže. Tato hlášení obsahuje popis mladého Rasputina. V té době měřil 180 cm, měl světlé vlasy, podlouhlý obličej a tmavě zrzavý plnovous.
Na jedné straně vedl výstřední život, na druhé straně se často modlíval a prosil, aby se mu dostalo poznání. Po 18. roce života, podle vlastních slov, nastal obrovský zlom v jeho životě, kdy se otevřel Bohu a začal putovat po klášterech na Sibiři.

### Jméno Grigorij Jefimovič Rasputin
Nepodložené je tvrzení, že jeho příjmení Rasputin je odvozeno od ruského slova „rasputnik“, což znamená prostopášník nebo nemrava. Příjmení Rasputin je jeho pravým příjmením. V jeho rodné vsi tehdy žili i jeho příbuzní, kteří měli stejné příjmení. V pozdějších letech, kdy už dosáhl slávy a uznání, požádal cara Mikuláše II., aby si mohl příjmení změnit na „Novych“, což znamená nový nebo obnovitel. Jiný názor je v knize Rasputin vydané v roce 1924 od autora Otto von Taube, která tvrdí že jeho skutečné příjmení bylo Vilkin, což znamená vidlice, nebo rozvětvení cest.

## Manželství
Dne 22. února 1887 (podle starého ruského kalendáře) se oženil s Paraskevou Fjodorovnou Dubrovninovou, která pocházela z vedlejší vesnice. Rasputin se doma moc nezdržoval, neustále cestoval a zdokonaloval si své léčitelské schopnosti. Roku 1895 se mu narodil syn Dmitrij, který v pozdější době trpěl epilepsií, a 1897 dcerka Matrjona, které říkávali Maria.

## Příchod do Petrohradu
Roku 1903 přišel do Petrohradu, tehdejšího hlavního města ruské říše a sídla carské rodiny. V Petrohradu se zrovna konalo velké shromáždění církevních představitelů. Rasputin věřil, že získá poučení a především podporu známého duchovního Ioanna Kronštadtského, v jehož svatost pevně věřila i carská rodina. Roku 1905 se mu podařilo navázat přátelství s carem Mikulášem II a jeho ženou carevnou Alexandrou Fjodorovnou.

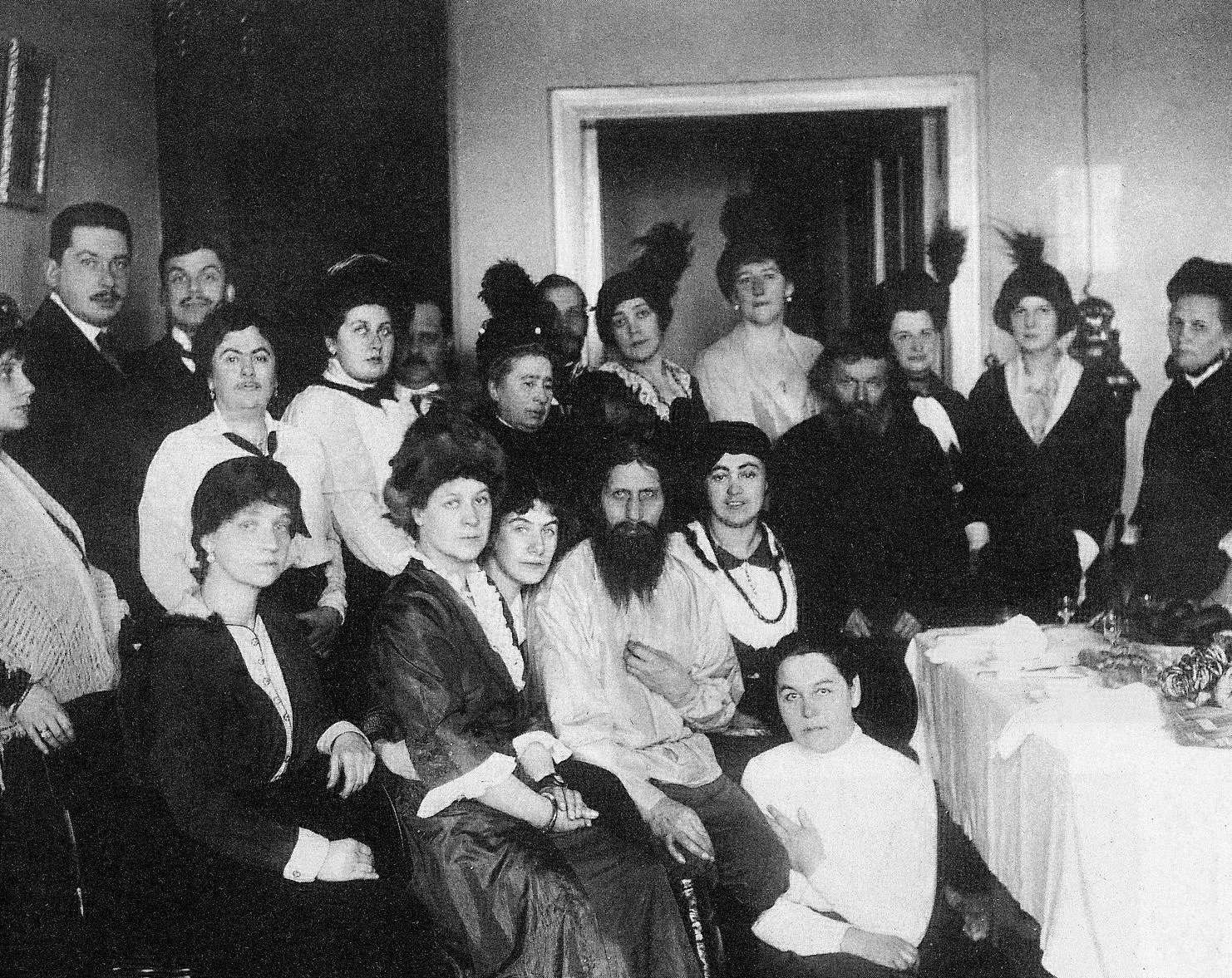
Rasputin mezi příznivci

Skutečnost, která měla zůstat před veřejností utajena, byla vážná nemoc následníka trůnu Alexeje Nikolajeviče (1904–1918). Tehdy malý chlapec trpěl hemofilií. Jakékoli poranění mu mohlo způsobit dlouhodobé krvácení. Roku 1909 měl carevič nehodu, která mu v souvislosti s jeho chorobou velmi přitížila. Lékaři mu nedávali šanci na přežití. Byl povolán Rasputin, při jehož modlitbách a používání hypnotických schopností se chlapec uzdravil. Od té chvíle měl Rasputin u carského dvora dveře vždy dokořán a car s carevnou na něj nedali dopustit. Na carském dvoře rostl jeho vliv, a to jak na šlechtu, tak i na cara, který si od něj nechával radit.
Radil ale nejen carovi. Do jeho skromného bytu přicházeli různí lidé. Matky s prosbou o jeho modlitby za své děti, dívky u něj hledaly radu v otázce milostných vztahů, přicházeli i nemocní, žebráci a prosebníci všeho druhu. Zvláště jej obdivovaly ženy, které přicházely ve velkém počtu, a jednaly s ním téměř jako s bohem.

## 1. světová válka
Poté, co byl 28. června 1914 spáchán atentát na rakouského následníka trůnu arcivévodu Františka Ferdinanda a jeho ženu, Rusko vstoupilo do války na straně Velké Británie a Francie. Car učinil toto rozhodnutí i přes prosby Rasputina. Ten předvídal, že z boje vyjde Rusko jako poražené, avšak car tomto odmítal poslouchat. Nakonec toho litoval, protože jeho vojska utrpěla významné ztráty. Sám proto odjel do války.
Během jeho nepřítomnosti řídila stát carevna, které Rasputin radil a dokonale ji ovládl. Vzhledem k jeho nedobré pověsti u veřejnosti a tomu, že i tak neoblíbená carevna se řídila všemi jeho pokyny, se o dvojici začalo šuškat, že jsou milenci. Tato fáma byla tak rozšířená, že ji většina lidí v Rusku považovala za běžný fakt. Pravděpodobně ale milenci vůbec nebyli. Ani v té době se však Rasputin nedokázal vzdát svých skandálních výstřelků, večírků a alkoholu, kterými carskou rodinu značně diskreditoval.

## Rasputinova smrt

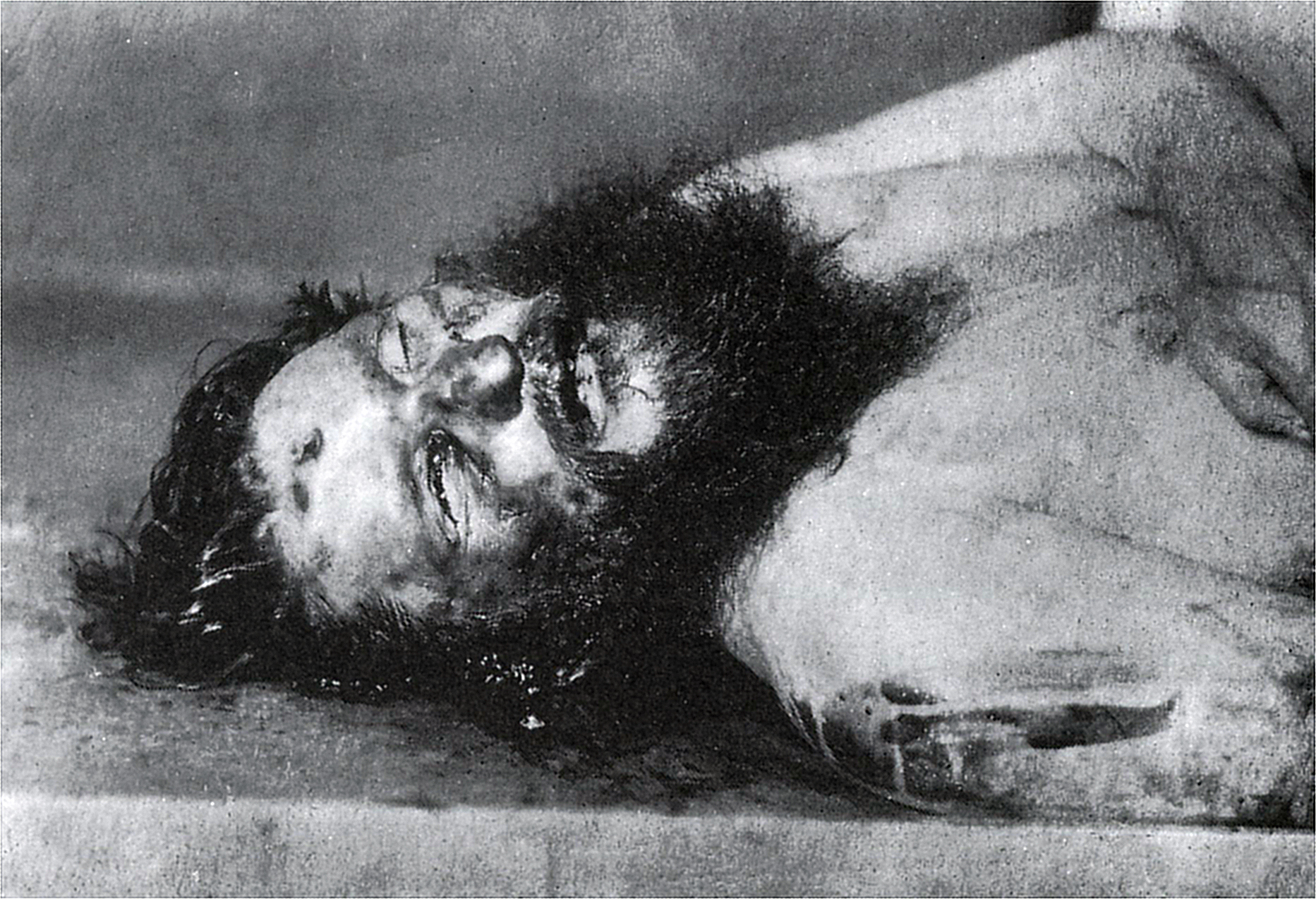
Fotografie Rasputina pořízená těsně po jeho smrti

Proti Rasputinovi se organizovalo spiknutí v řadách Romanovců a aristokracie. Dne 30. prosince 1916 na něj byl spáchán atentát. Jeho vrahy byli antisemitský poslanec Státní dumy Vladimir Mitrofanovič Puriškevič, synovec cara, velkokníže Dmitrij Pavlovič, velkokníže Nikolaj Michajlovič, lékař Stanislav Lazovert a jejich vůdce, kníže Felix Felixovič Jusupov.
Rasputinova smrt se stala legendou. Jeho vrazi se jej snažili otrávit cyankáli ve víně a koláčích, ale jed na něj nepůsobil. Poté jej postupně střelili, do břicha, do zad, do hlavy a následovně jeho tělo vhodili do řeky Něvy. Důvod, proč na něj nepůsobil jed, není zcela zřejmý – předpokládá se, že byl kyanid částečně neutralizován cukrem, a je také možné, že jako silný alkoholik měl Rasputin sníženou kyselost žaludku, tudíž se cyankáli nerozložilo na smrtelný kyanovodík. Z pitevní zprávy vyplývá, že Rasputin ještě žil, když byl do Něvy vhozen. Dokonce se pokusil dostat i ven z řeky (podle odřenin na konečcích prstů), ale nakonec v ledové vodě řeky utonul.
Na vraždě se podle některých zdrojů podílel i agent britské tajné služby MI6 Oswald Rayner. Rasputinovo asi nejslavnější proroctví bylo: „Dokud budu žít já, bude žít i dynastie.“ Ta padla tři měsíce po jeho smrti. Ve své závěti mimo jiné také uvedl, že když zemře rukou příslušníka carské rodiny, monarchie nepřežije dva roky. Za méně než dva roky carskou rodinu zastřelilo bolševické komando.
Jusupov nebyl za vraždu potrestán. Uprchl a zemřel v roce 1967 ve Francii. Puriškevič byl po bolševické revoluci krátce vězněn a zemřel v roce 1920. Dmitrij Pavlovič také uprchl a zemřel v roce 1941 v plicním sanatoriu ve Švýcarsku.

## Rasputin v kultuře

### Na divadle
- Leo Birinski – The Holy Devil (Rasputin) (nejpozději 1935)
  - Hra pravděpodobně nebyla nikdy inscenována ani vydána tiskem.

### Ve filmu a televizním filmu
- Richard Boleslawski (USA 1933) – Rasputin and the Empress
- Robert Hossein (Francie 1967) – Zabil jsem Rasputina
- Elem Klimov (SSSR 1981) – Agónie – konec Rasputina
- Uli Edel (USA/Maďarsko 1996) – Rasputin (hlavní role Alan Rickman)
- Christopher Lloyd (USA 1997) – Anastázie
- Karel Roden (USA 2004) – Hellboy
- Josée Dayan (Francie/Rusko 2011) – Raspoutine (hlavní role Gérard Depardieu)
- Ben Cartwright (USA 2019) – Poslední z carů (seriál)
- Rhys Ifans (Spojené království/USA 2021) – Kingsman: První mise

### V hudbě
- skupina Boney M. nazpívala v roce 1978 píseň Rasputin
- skupina Turisas nazpívala v roce 2007 píseň "Rasputin," která je coververzí písně od Boney M.
- skupina Kontrust nazpívala píseň Rasputin v roce 2012
- skupina Cavalera Conspiracy nazpívala v roce 2011 píseň Rasputin

### Ve hrách
- protagonista herní série Psychonauts je desetiletý chlapec jménem Razputin („Raz“). Jméno je s největší pravděpodobností odkazem právě na Rasputina, vzhledem k Razovým četným psychickým schopnostem, strachu z utonutí (jako jeho sestra a on sám) a dětství v cirkuse (jako jeho dcera Maria).
- Rasputin je hlavním antagonistou v real-timové strategii Iron Harvest.